# Церниц
Церниц (нем. Zernitz) — община в Германии, в земле Саксония-Анхальт. 
Входит в состав района Анхальт-Цербст. Подчиняется управлению Эльбе-Эле-Нуте.  Население составляет 264 человека (на 31 декабря 2006 года). Занимает площадь 13,71 км².